# Nono Flavy
Nono Flavy née Nono Flavie le 11 juin 1974 à Douala, est une chanteuse et auteure-compositrice camerounaise de Makossa et d'Afropop. Nono Flavy a à son actif 3 albums dont le dernier en date Je suis amoureuse est sorti en 2014. 

## Biographie

### Enfance et débuts
Nono Flavy est née à Douala le 17 juin 1974. Elle est originaire de la région de l'Ouest. Elle fait ses études secondaires au collège St Michel à Douala. Elle rejoint l'orchestre du collège en tant chanteuse principale. Son père décède alors qu'elle est en classe Première. Elle fait ses débuts sur la scène au Cabaret la Saladière à Douala où elle fait la rencontre du chanteur Sergeo Polo.

### Carrière Musicale
Nono Flavy commence sa carrière professionnelle en 2002 avec son premier album intitulé Téléphone-moi avec pour titre phare Abele. On y retrouve également les titres Diba et Nyosso en duo avec l'artiste Douleur qui connaissent un véritable succès. L'album est produit par Charly Siewe via sa maison de production Hamaya international.  En 2007, elle revient avec Mon Bonheur, qui sera l'album de sa consécration principalement grâce aux titres Mari cavaleur et Mal-aimée qui viennent des hits. L'album est co-produit par Sergeo Polo.
Bien qu'originaire de la région de l'ouest, Nono Flavie chante principalement en langue Douala.
Nono Flavy a été plusieurs fois nommée aux Canal 2'Or, en 2005, sa chanson Nyosô en duo avec Douleur est nommée dans la catégorie Musiques Traditionnelle; en 2008 dans les catégories Artiste féminin de l'année et Chanson de l'année avec Mari Cavaleur, puis en 2015 et en 2019 à nouveau, dans la catégorie Artiste féminin,.
En 2016, elle sort le clip du titre Ma’a yo, single extrait de l'album Je suis amoureuse, puis en 2019, le single Finis avec, dans lequel elle parle de l'addiction aux réseaux sociaux chez les jeunes et de comment ceux-ci affectent les comportements des gens en société.
Après plus de 15 années dans le registre Makossa et Musique du Monde, Nono Flavie se met à l'Afropop en 2017 à travers le titre Ah! Garçon. 
En 2021, elle revient avec Ne Renonce Pas en duo avec l'artiste Roger du groupe X-Maleya. En décembre 2021, elle présente le spectacle Explosions Flaviennes à Douala.

## Discographie

### Albums
- 2005: Téléphone-moi
- 2007: Mon bonheur
- 2014: Je suis amoureuse

### Singles
- 2019: Finis Avec
- 2021: Ne Renonce pas

## Distinctions

### Canal 2'Or
| Année | Travail proposé  | Catégorie                                               | Résultat   |
| ----- | ---------------- | ------------------------------------------------------- | ---------- |
| 2005  | Nyosso           | Meilleure artiste ou groupe d’expression traditionnelle | Nomination |
| 2008  | Nono Flavy       | Artiste Féminin                                         | Nomination |
| 2008  | Amour et PAssion | Meilleur Vidéogramme                                    | Nomination |
| 2008  | Mari Cavaleur    | Chanson de l'année                                      | Nomination |
| 2014  | Nono Flavy       | Meilleur Artiste féminin                                | Nomination |
| 2015  | Nono Flavy       | Meilleur Artiste féminin                                | Nomination |
| 2019  | Nono Flavy       | Meilleur Artiste féminin                                | Nomination |